# Bahnstrecke Basel–Dornach
| Am Endpunkt Dornach |                     |                                     |                                     |
| Streckennummer (BAV): | L003                |                                     |                                     |
| Fahrplanfeld: | 50.037              |                                     |                                     |
| Spurweite: | 1000 mm (Meterspur) |                                     |                                     |
| Stromsystem: | 600 Volt =          |                                     |                                     |
| Maximale Neigung: | 50 ‰                |                                     |                                     |
| |                     |                                     |                                     |
| \| \| \| Basler Tramnetz \| \| \| \| -0,60 \| Dreispitz \| Dreispitz \| \| \| \| Depot Ruchfeld mit Wendeschlaufe \| \| \| \| \| \| \| \| \| 0,00 \| Freilager ehemals Ruchfeld \| Freilager ehemals Ruchfeld \| \| \| \| Bahnstrecke nach Aesch \| \| \| \| \| Jurabahn \| \| \| \| 0,82 \| Neuewelt \| Neuewelt \| \| \| 1,24 \| Birseckstrasse \| Birseckstrasse \| \| \| 1,50 \| Zollweiden ehemals Dammstrasse \| Zollweiden ehemals Dammstrasse \| \| \| 1,91 \| Hofmatt \| Hofmatt \| \| \| 2,18 \| Elektra Birseck \| Elektra Birseck \| \| \| 2,75 \| Münchenstein Dorf mit Wendeschlaufe \| Münchenstein Dorf mit Wendeschlaufe \| \| \| 3,28 \| Walzwerk ehemals Brown Boveri \| Walzwerk ehemals Brown Boveri \| \| \| 3,91 \| Baselstrasse \| Baselstrasse \| \| \| 4,41 \| Im Lee \| Im Lee \| \| \| 4,84 \| Arlesheim Dorf mit Wendeschlaufe \| Arlesheim Dorf mit Wendeschlaufe \| \| \| 5,50 \| Hirsland \| Hirsland \| \| \| 5,74 \| Stollenrain \| Stollenrain \| \| \| \| Jurabahn \| \| \| \| 6,16 \| Dornach Bahnhof mit Wendeschlaufe \| Dornach Bahnhof mit Wendeschlaufe \| \| \| 6,30 \| Dornachbrugg mit Wendeschlaufe \| Dornachbrugg mit Wendeschlaufe \| |                     |                                     |                                     |
| U-Bahn-Strecke |                     | Basler Tramnetz                     | Basler Tramnetz                     |
| | -0,60               | Dreispitz                           | Dreispitz                           |
| Abzweig geradeaus, nach links und von links |                     | Depot Ruchfeld mit Wendeschlaufe    | Depot Ruchfeld mit Wendeschlaufe    |
| Abzweig geradeaus und nach links · Strecke von rechts |                     |                                     |                                     |
| Haltepunkt / Haltestelle, ehemaliger Bahnhof · Strecke | 0,00                | Freilager ehemals Ruchfeld          | Freilager ehemals Ruchfeld          |
| Abzweig nach rechts und ehemals nach links · Abzweig geradeaus und ehemals von rechts |                     | Bahnstrecke nach Aesch              | Bahnstrecke nach Aesch              |
| Kreuzung geradeaus oben |                     | Jurabahn                            | Jurabahn                            |
| Haltepunkt / Haltestelle | 0,82                | Neuewelt                            | Neuewelt                            |
| Haltepunkt / Haltestelle | 1,24                | Birseckstrasse                      | Birseckstrasse                      |
| Haltepunkt / Haltestelle | 1,50                | Zollweiden ehemals Dammstrasse      | Zollweiden ehemals Dammstrasse      |
| Haltepunkt / Haltestelle | 1,91                | Hofmatt                             | Hofmatt                             |
| Haltepunkt / Haltestelle | 2,18                | Elektra Birseck                     | Elektra Birseck                     |
| Bahnhof | 2,75                | Münchenstein Dorf mit Wendeschlaufe | Münchenstein Dorf mit Wendeschlaufe |
| Haltepunkt / Haltestelle | 3,28                | Walzwerk ehemals Brown Boveri       | Walzwerk ehemals Brown Boveri       |
| Haltepunkt / Haltestelle | 3,91                | Baselstrasse                        | Baselstrasse                        |
| Haltepunkt / Haltestelle | 4,41                | Im Lee                              | Im Lee                              |
| Bahnhof | 4,84                | Arlesheim Dorf mit Wendeschlaufe    | Arlesheim Dorf mit Wendeschlaufe    |
| ehemaliger Haltepunkt / Haltestelle | 5,50                | Hirsland                            | Hirsland                            |
| Haltepunkt / Haltestelle | 5,74                | Stollenrain                         | Stollenrain                         |
| Kreuzung geradeaus oben |                     | Jurabahn                            | Jurabahn                            |
| Kopfbahnhof Strecke ab hier außer Betrieb | 6,16                | Dornach Bahnhof mit Wendeschlaufe   | Dornach Bahnhof mit Wendeschlaufe   |
| Haltepunkt / Haltestelle Streckenende (Strecke außer Betrieb) | 6,30                | Dornachbrugg mit Wendeschlaufe      | Dornachbrugg mit Wendeschlaufe      |

Die Bahnstrecke Basel–Dornach, auch Birseckbahn genannt, führt von Basel ins Birseck und wurde früher von der Birseckbahn (BEB) betrieben. Seit dem 1. Januar 1974 ist das Nachfolgeunternehmen Baselland Transport AG (BLT) für die meterspurige Schmalspurbahn zuständig.  

## Geschichte

Werbeplakat, um 1920

1902 eröffnete die Birseckbahn ihre Strecke nach Dornach, sie war von Beginn an elektrifiziert und wurde ähnlich einer Strassenbahn erbaut und betrieben. Die Dornacher Strecke schloss bei der Haltestelle Münchensteinerstrasse an das bestehende Basler Tramnetz an, bis zur Kantonsgrenze beim Dreispitz wurde die Strecke durch die Basler Strassenbahnen (BStB) errichtet, den heutigen Basler Verkehrsbetrieben (BVB). Diese übernahmen bis 1916 auch die Betriebsführung auf der Dornacher Strecke, die Züge verkehrten von Beginn an durchgehend ab Aeschenplatz. Der kurze Schlussabschnitt Dornach Bahnhof–Dornachbrugg wurde am 3. November 1969 stillgelegt. Anlässlich der Gründung der BLT im Jahr 1974 erhielt die Dornacher Linie die Nummer 10. 1986 wurde diese Radiallinie zu einer Durchmesserlinie erweitert, dies erfolgte durch eine Verknüpfung mit der ebenfalls zur BLT gehörenden Bahnstrecke Basel–Rodersdorf. 2010 wurde der Abschnitt Arlesheim Stollenrain bis Dornach Bahnhof auf Doppelspur ausgebaut, was einen 7,5-Minuten-Takt auf der Linie 10 ermöglichte.

## Trivia
Die Endstation Dornach Bahnhof befindet sich seit der Neugestaltung des Bahnhofsareals nicht mehr in der namensgebenden Gemeinde Dornach im Kanton Solothurn, sondern gänzlich auf dem Boden der angrenzenden Gemeinde Arlesheim im Kanton Basel-Landschaft.